# Barcenillas
Barcenillas es una localidad del municipio de Ruente (Cantabria, España). Está situado a 220 metros de altura y su población es de 104 habitantes (INE, 2015). Barcenillas está 2,5 kilómetros de la capital municipal, Ruente, y a 220 m s. n. m..

## Etimología

### Toponimia
El nombre de Barcenillas es un diminutivo de la voz bárcena, recogida en el Diccionario de la Real Academia como cantabrismo con el significado de lugar llano próximo a un río, el cual lo inunda, en todo o en parte, con cierta frecuencia. Su procedencia no es segura, aunque el propio DRAE y Corominas señalan el origen prerromano en bargĭna. Para la Consejería de Medio Ambiente del Gobierno de Cantabria, «bárcena» está emparentada con el asturiano bárzana, el gallego bárcia y el portugués várzea, donde significa terreno cultivado, generalmente ubicado en una planicie a orillas de una corriente de agua. Sin embargo, en Campoo significa pequeño remanso en medio de una corriente de agua, si bien ésta no es la región donde se encuentra la localidad de Barcenillas.

### Gentilicio
El gentilicio de los habitantes del pueblo es gallegos/as. 

## Geografía

### Clima
Barcenillas se ubica en la región climática de la Ibéria Verde de clima templado húmedo de verano fresco del tipo Cfb según la clasificación climática de Köppen. Los principales rasgos a nivel general son unos inviernos suaves y veranos frescos, sin cambios bruscos estacionales, siendo la diferencia entre el invierno y el verano de unos once o doce grados. El aire es húmedo con abundante nubosidad y las precipitaciones son frecuentes en todas las estaciones del año, alcanzando una media anual en torno a los mil doscientos milímetros, con escasos valores excepcionales a lo largo del año. 

## Naturaleza
Véase también: naturaleza del municipio de Ruente
Se encuentra situado en una pequeña cañada, bañado en parte por el río Saja y por un riachuelo que nace en las proximidades de la localidad. 
Además, cerca del pueblo se encuentran las cascadas de Lamiña, haciendo referencia este nombre al de la localidad vecina, si bien la ruta que va a las cascadas parte de Barcenillas.

## Historia
Véase también: Historia del municipio de Ruente

### Edad Media
La primera constancia documental de Barcenillas se encuentra en una carta de donación hecha al abad de Santillana y la comunidad de monjes de Santa Juliana, en la primera mitad del siglo XII. La misiva hace referencia a un «Barcenillas de arriba» (Varcenilas de suso), deduciéndose, por contraposición, la existencia de un «Barcenillas de abajo» (de yuso).
Posiblemente el origen del caserío sea bastante anterior, ya que, en esta época, el lugar cuenta con todo lo necesario para suponerle una actividad agroganadera estable: Casas, hórreos, bodegas, establos, pajares, cuartos de aperos, prados, pastos, aguas, tierras y pomares; además de constituir una verdadera célula económica, a saber: comunidad social con territorio y órgano rector propio, integrada en la demarcación jurisdiccional del Alfoz de Cabuérniga. Sin embargo las escasas atribuciones de su concejo hace suponer que la formación de Barcenillas como entidad de población y concejo fue posterior a la de Sopeña, Lamiña, Ruente y Ucieda. Lo que sitúa el origen del asentamiento entre los siglos XI y XII.
A partir del siglo XII los barrios, compuestos de dos o tres casas, crecen y se juntan para formar un conjunto irregular de viviendas, huertos y cobertizos, rodeados por llosas —parcelas cerradas de aprovechamiento particular— frencuentemente plantadas de manzanos, castaños, cerezos, ciruelos e higueras. La vega, delimitada por la margen derecha del río Saja y las estribaciones del collado de Barcenillas, se dedica a las mieses, repartidas en hazas abiertas, donde se mezclan los cultivos de cereal con los frutales y alguna viña. El resto de la superficie concejil la componen los prados de hierba y, en mayor medida los montes, que ayudan a remediar las carencias del terrazgo. Estos últimos son, desde un principio, de propiedad comunal y aprovechamiento colectivo, clasificados en praderías, brañas, rozadas y monte arbolado.
Entre los siglos XII y XV se producen varios cambios de índole religioso, económico y político ajenos al funcionamiento interno del concejo que acaban afectando la vida de los vecinos de Barcenillas.
A parir del siglo XIII las dotaciones de los vecinos a los señoríos de abadengo disminuyen, a la vez que la población y la demanda de tierras y prados crece. Aumenta también el número de casas y el espacio de cultivo existente entre ellas se reduce. Los monasterios en un intento de salvar su situación venden tierras a los pequeños y grandes linajes, que comienzan a acumular propiedades. De esta manera, entre los siglos XIII y XIV se consolida en el valle una sociedad compuesta de campesinos, linajes locales y grandes linajes en la que los monasterios aún no renuncian a sus derechos, al cobro de diezmos y primicias y al nombramiento de los curas.
En el siglo XIV, algunos huertos se transladan del interior de la aldea a espacios más amplios, a la vez que diversas áreas dentro de las mieses se especializan en un solo cultivo. En este tiempo el concejo continúa inscrito en el Alfoz de Cabuérniga, pero mantiene un alto grado de independencia al no formar parte del concejo de la Campana de Santa Eulalia, integrado por Valle, Terán, Renedo, Sopeña y Selores. La independencia de sus habitantes a los cargos señoriales es también una excepción en el valle, dominado por el linaje de los Mier y Terán.
La expansión del gran linaje de las Asturias de Santillana, la Casa de la Vega, que había llegado a Barcenillas a principios de siglo con la compra varias casas y solares por parte de Garcilaso I de la Vega, se extiende gracias a la connivencia de los linajes locales. En 1404 su control sobre el valle obliga al concejo de Barcenillas, pese a su condición de realengo, a pagar tributo a Doña Leonor de la Vega. Tras el primer pleito de los Valles a mediados de siglo XV, los concejos pierden la libertad para elegir señor y la zona se convierte en tierras de señorío, marcando el fin de la merindad de Santillana y de sus juntas generales. Barcenillas termina por caer en la órbita del marqués de Santillana y padece como todos los concejos de su entorno, los abusos y atropellos de la Casa la Vega, a cuyos designios se había plegado a principios de siglo la casa Terán.
La violencia continúa con el nombramiento en 1475 de Diego Hurtado de Mendoza y Suárez de Figueroa, nieto de Leonor de la Vega, como primer duque del Infantado. Este entra en Cabuérniga con mil quinientos hombres con armas, carros y bestias para afianzar su dominio sobre el territorio, consumándose así la transformación de una sociedad de campesinos pobres y libres en otra que pende del poder señorial.
Coincidiendo con estos cambios, o quizás con anterioridad, la decania de Barcenillas con una ermita dependiente del priorato de Santa Olalla, pasa a conformar una parroquia autónoma asistida por un clérigo fijo designado por Cardeña. La primera constancia documental de la iglesia de San Sebastián de Barcenillas data de 1486. Probablemente también en este tiempo se separan las mieses cultivadas de las que permanecen en barbecho, cerrándose con cercas comunales para convertirlas en hojas de cultivo diferenciadas según el uso que de ellas se hace en cada momento. Estas se destinan cada vez más claramente al cultivo al cereal, que hasta el siglo XVII se limitará a la escanda, el mijo, la cebada, el centeno y en menor medida otras plantas como el lino.
El empleo temporal fuera de la aldea y el comercio con Castilla suponen un importante complemento a la economía local. Albarcas, aperos de labranza, ruedas, ejes y demás objetos de madera, se confeccionan para venderlos sobre todo en Tierra de Campos. Actividad no exenta de problemas, como demuestra una sentencia de 1494 que obliga a los pueblos campurrianos a dejar «pastar a los rocines de carga y bueyes que traen los vecinos que por vivir en 'montaña brava' carecen de abastecimientos y los vienen a comprar a Tierra de Campos».

### Edad Moderna
El comercio con Tierra de Campos se ve beneficiado con la creación en 1497 del gremio de la Cabaña Real de Carreteros por parte de los Reyes Católicos. A partir de entonces los concejos constean la apertura de caminos y los carreteros se mueven libremente sin pagar aranceles aduaneros. Con el acceso a pastos y la corta de madera de los montes para reparar las carretas garantizada y la exención tributaria de los bueyes. Se levantan posadas, mesones y ventas junto a los caminos, y la movilidad personal y la tansmisión de noticias se multiplica y acelera.
La gestación de Valle de Cabuérniga como unidad que engloba a todos los vecinos del territorio ocurre también en esta época. Por primera vez en la historia, el Valle de Ucieda y el Val de Cabuérniga se ven sometidos al mismo señorío, el duque del Infantado, con la presencia vigilante y controladora de la Casa Terán, que se implanta en Cabuérniga con carácter definitivo. Miembros y parientes de este linaje ostentan casi todos los cargos de responsabilidad y representación en el valle y su Casa tiene importantes propiedades en Barcenillas. Los documentos empiezan a hablar de Cabuérniga, e incluso las personas se dicen en muchos casos naurales de Cabuérniga.
Sin embargo, los vecinos de Barcenillas sufren la voráz presión fiscal de los Duques del Infantado y año a año la pobreza desemboca en miseria y esta alimenta el descontento. Los nueve valles principales de las Asturias de Santillana, que se encuentran en una situación semejante, deciden unirse en un nuevo pleito contra las arbitrariedades del Duque y solicitando recuperar su condición de realengo. El pleito comienza en 1544 y finaliza en 1581, y tras ciento treinta y tres años de sometimiento a la Casa de la Vega, Barcenillas recupera su condición de realengo. Sin embargo, aunque la mayoría de vecinos prefiere estar bajo la jurisdicción directa de la corona, los realmente beneficiados por la sentencia son la pequeña nobleza y la corona.
La nueva condición supone una puesta al día del acotamiento de terrenos y la fijación de un nuevo calendario de aprovechamientos. Se asigna términos al concejo aldeano y se clarifican los tres tipos de propiedad: tierras de la corona cedidas la concejo, tierras del concejo y propiedad privada.
En 1571, casi al tiempo que el resto de concejos del valles, los concejos de Barcenillas y Lamiña se reúnen y eligen un representante para elaborar las ordenanzar con las que quieren que se rija el Real Valle de Cabuérniga. Las ordenanzas se redactan y aprueban ese mismo año en la Junta General celebrada en Valle. A partir de este día la organización de todos y cada uno de los concejos y del trabajo y vida diaria de sus habitantes, se hace conforme a las pautas fijadas en 1571, muy atentas a preservar a sus habitantes de la pobreza y desigualdades que el abuso señorial había causado.
A finales del siglo XVI un brote de peste, que había comenzado en la villa de Santander, diezma al menos un 30% la población del valle.
Poco después, la extensión del maíz a mediados del siglo XVII disminuye los riesgos de una crisis similar a la de principios de siglo y garantiza una cosecha regular. Además de la práctica desaparición del mijo y la escanda, provoca la reorganización del espacio. Los prados, muchas veces cerrados sobre sí, ocupan la superficie que ocupaban los cereales desaparecidos y, con las muevas roturaciones, se incrementa la extensión de los invernales y praderías, beneficiando a la cabaña vacuna. Esta era hasta entonces básicamente extensiva y poco rentable, pero con el forraje aportado por el maíz se hace posible su estabulación en invierno incrementando los rendimientos de leche, crías y capacidad de trabajo. La estabulación por su parte proporciona el abono necesario para la fertilidad de las tierras. Sin embargo todas estas mejoras no solucionan los problemas del campesinado, que sigue sufriendo fuertes impuestos.
En esta etapa se comienza también la construcción de modestas casas de piedra, y la corona vende parte del espacio de uso concejil y comunitario que pasa a labrarse o segarse de manera privada. Las propiedades señoriales y eclesiásticas se mantienen, al igual que las de los vecinos —la mayoría de los campesinos de Barcenillas aún tienen tierras gracias al poco tiempo que estuvieron sometidos a la expoliación del dominio señorial—.
Hasta bien entrado el siglo XVII y XVIII las prácticas religiosas se basaban más en costumbres y supersticiones que en los mandatos de la iglesia, cuya doctrina poco o nada se conocía. El bautismo no se había extendido y la gente, reticente a casarse ante un sacerdote, solía hacerlo según el derecho Romano. Sin embargo tras el Concilio de Trento, el pueblo aceptó dos confirmaciones en masa.

## Patrimonio

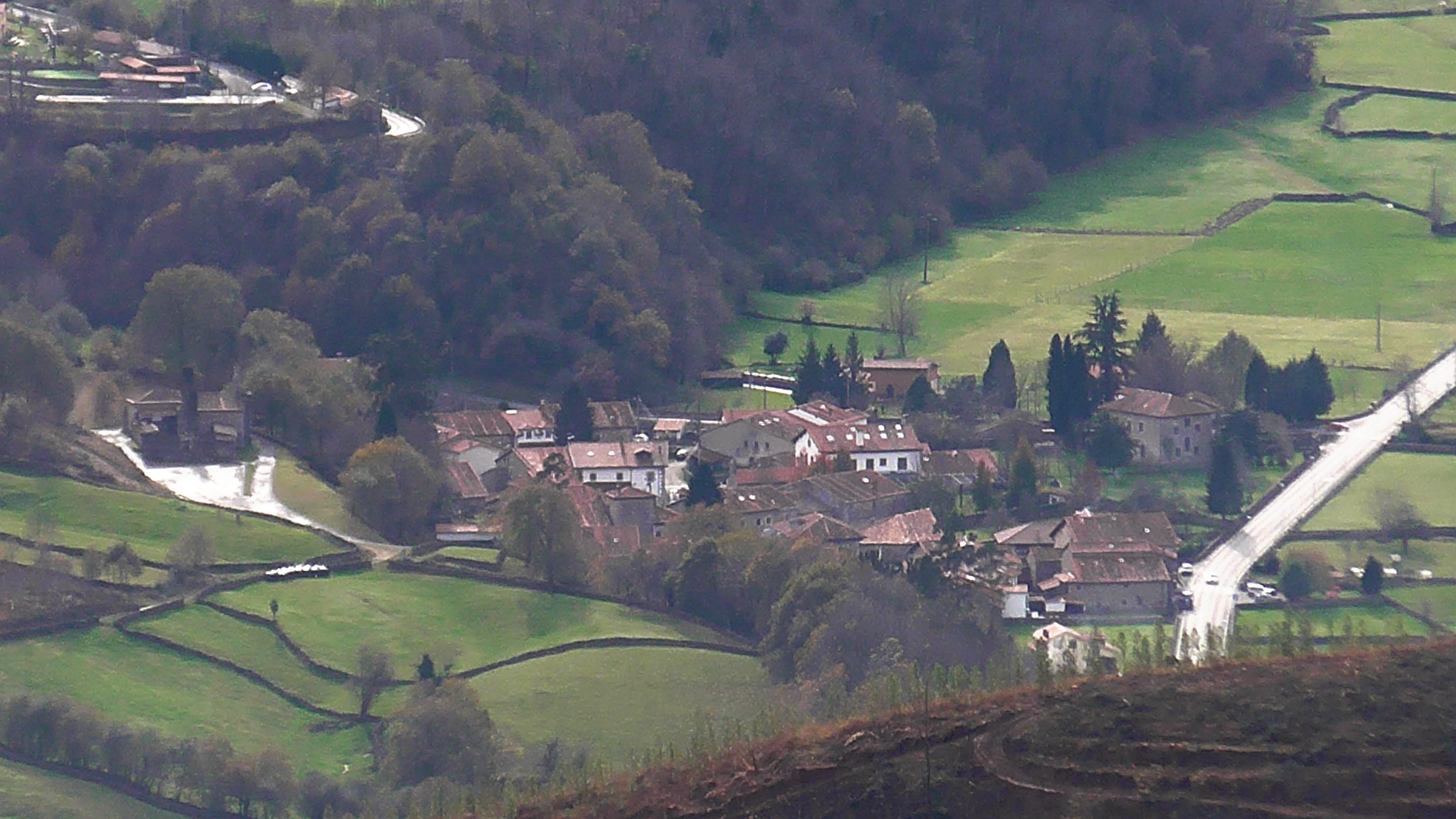

En esta localidad puede verse la arquitectura rural tradicional de Cantabria. Muchas casas de piedra exhiben la tipología clásica de fachada con una solana o galería corrida entre dos muros cortafuegos o hastiales de piedra. Entre ellas destacan las siguientes:
- Dos casas adosadas y con escudo en la plaza del Cantón. Una de ellas data del siglo XVI.
- La casona de Calderón de la Barca, de mediados del siglo XVIII, con soportal de doble arco, solana y escudo. Aunque se llame así, no fue propia del escritor. Quizá el error provenga del escudo de su fachada, con tres calderas.

En cuanto al patrimonio religioso, la iglesia parroquial es de estilo barroco montañés, siglo XVII, destacando su fachada sur, con una portalada barroca. 
Desde el 2008 tiene su sede en esta localidad la Fundación Barcenillas, impulsada por Francisco Pérez, editor.

## Personas destacadas
Aquí nació el escritor Ricardo Fernández de la Reguera (1912-2000).

## Premios a la localidad
La localidad de Barcenillas fue galardonada con el Premio Pueblo de Cantabria en 2023, después de haberse presentado tres veces y haber obtenido un accésit el año 2021.

| Predecesor: Cicera | Premio Pueblo de Cantabria 2023 | Sucesor: San Martín de Toranzo |